# Бонд из Санса
Бонд (фр. Bond, Baud, лат. Baldus; VII век) — святой отшельник из Санса. День памяти — 29 октября.
Святой Бонд жил в конце VI — начале VII века, в эпоху Меровингов. Он вёл отшельнический образ жизни в хижине на вершине холма, именуемого Парон (Paron).

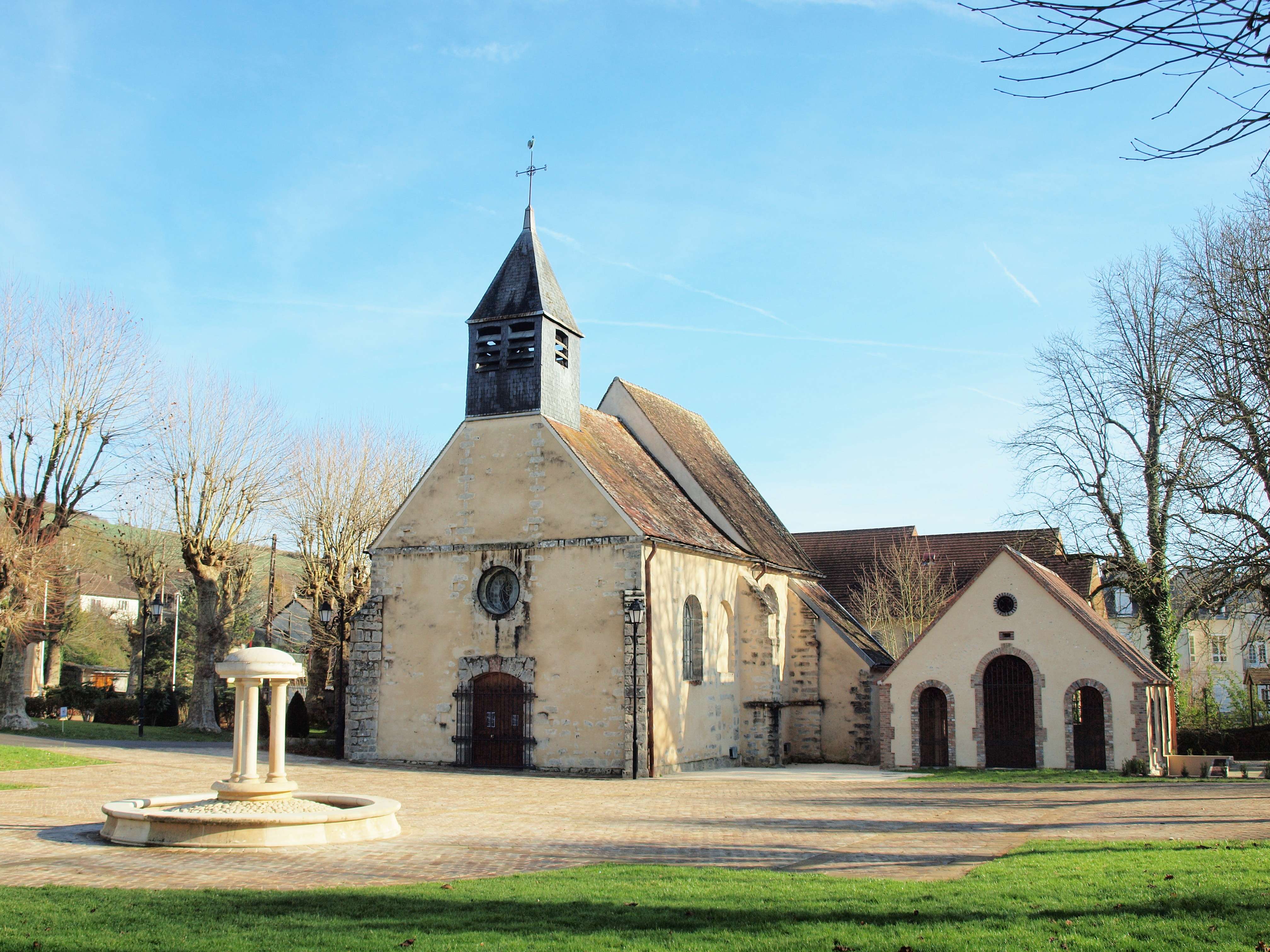
Источник св. Бонда перед храмом свв. Флоренции и Бонда, Парон

По преданию, св. Бонд был отстранён от причастия за совершение тяжкого преступления. Он мог присутствовать только в начале службы, оставаясь в притворе, оставаясь в иное время в уединении. В то время такая эпитимия могла длиться несколько лет. Она была снята в чистый четверг на божественной литургии.
Местное население было восхищено пылкостью веры святого. Когда он обосновался в уединении на склоне левого берега вверх по течению от города Санса на другой стороне Йонны, селяне построили ему скит. Согласно преданию, святой Артемий (бывший восемнадцатым епископом Санса между 579 и 609 годами) вручил святому иссохший посох, сообщив ему, что его покаяние будет завершено только когда его деревянный наконечник даст почку, что и произошло. Святой Бонд был канонизирован гласом народа (Vox populi).
После смерти святого отшельника его почитание распространилось по области. Скит и его часовня стали приоратом при епископе Рихаре II в 1080 году. В 1567 году он был разорён гугенотами и в 1735 году упразднён. Мощи святого были перенесены в храм свв.Флоренции и Бонда в Пароне. Святыня также находится в приходском доме Сен-Жюльен-дю-Сольт. Местные топонимы хранят его память, особенно вокруг Парона.